# Watsonarctia irregularis
Watsonarctia irregularis là một loài bướm đêm thuộc phân họ Arctiinae, họ Erebidae.